# Vioolconcert (Halvorsen)
De Noorse componist Johan Halvorsen voltooide zijn enige Vioolconcert in 1909.
Het werd voor het eerst opgevoerd tijdens het concert van 11 september 1909, alwaar Halvorsen zelf de leiding gaf aan het Orkest van het Koninklijk Theater in Kristiania. Kathleen Parlow was de soliste in het driedelige concerto:
1. Moderato assai – moderato
2. Andante sostenuto
3. Finale – Allegro moderato.

Op diezelfde avond ging ook het Lied van Veslemøy als toegift in première in de versie voor viool en strijkorkest. Het Vioolconcert was de volgende dag ook nog te horen, maar daarna niet meer, alhoewel er geruchten zijn dat ze het ook in Nederland heeft uitgevoerd met de voorloper van het Residentie Orkest. Jarenlang werd verondersteld dat Halversen het vernietigd had, want het werk was zoek. Er werd niets meer van teruggevonden tot januari 2016. Bij zoekwerk in de Universiteit van Toronto vond de afdeling muziek een doos met de nalatenschap van Kathleen Parlow. Alhoewel ze het werk dus maar weinig keren had gespeeld, is het manuscript steeds met haar mee verhuisd. Ze woonde onder meer in Sint Petersburg, San Francisco om uiteindelijk in Toronto te eindigen.